# Fille-mère
 (février 2024).
Si vous disposez d'ouvrages ou d'articles de référence ou si vous connaissez des sites web de qualité traitant du thème abordé ici, merci de compléter l'article en donnant les références utiles à sa vérifiabilité et en les liant à la section « Notes et références ».
Une mère célibataire (ou fille-mère) est une mère de famille qui vit sans conjoint.

## Historique
Le terme de fille-mère est désormais désuet. Aujourd'hui, le terme « mère célibataire » est préféré, même si la situation est subie. Le terme « fille-mère » est un terme péjoratif pour désigner jusqu'au XXe siècle une femme célibataire ayant mené une grossesse à son terme hors mariage. Dans le langage courant, il désigne plus celui d'une adolescente, non mariée, ayant accouché et élevant son enfant.
Lorsque le père assume sa responsabilité, le mariage peut se faire avant le terme de la grossesse.